# Корчевцы
Корчевцы́ (укр. Корчівці) — село в Сучевенской сельской общине Черновицкого района Черновицкой области Украины.
Население по переписи 2001 года составляло 1733 человека. Почтовый индекс — 60426. Телефонный код — 3734. Код КОАТУУ — 7321083001.

## История
В 1946 г. Указом ПВС УССР село Корчешты переименовано в Корчевцы.
До 2020 года входило в Глыбокский район